# Kỳ tự trị Oroqen
Kỳ tự trị Oroqen hay Kỳ tự trị Ngạc Luân Xuân (tiếng Trung: 鄂伦春自治旗; bính âm: Èlúnchūn Zìzhìqí) là một kỳ tự trị của địa cấp thị Hulunbuir (Hô Luân Bối Nhĩ), khu tự trị Nội Mông Cổ, Trung Quốc. Thủ phủ của kỳ là trấn A Lý Hà (阿里河镇).

## Thành phần dân tộc năm 2000
| Dân tộc        | Dân số  | Tỷ lệ  |
| -------------- | ------- | ------ |
| Hán            | 257.861 | 88,28% |
| Mông Cổ        | 12.045  | 4,12%  |
| Mãn            | 8.743   | 2,99%  |
| Đạt Oát Nhĩ    | 6.379   | 2,18%  |
| Ngạc Ôn Khắc   | 3.155   | 1,08%  |
| Ngạc Luân Xuân | 2.050   | 0,7%   |
| Hồi            | 1.038   | 0,36%  |
| Triều Tiên     | 633     | 0,22%  |
| Tích Bá        | 54      | 0,02%  |
| Nga            | 37      | 0,01%  |
| Khác           | 102     | 0,04%  |

### Trấn
| - A Lý Hà (阿里河镇) - Đại Dương Thụ (大杨树镇) - Cam Hà (甘河镇) | - Thác Trát Mẫn (托扎敏镇) - Nặc Mẫn (诺敏镇) - Ô Lỗ Bố Thiết (乌鲁布铁镇) |

### Hương
- Cổ Lý (古里乡)

## Khí hậu
| Dữ liệu khí hậu của Kỳ tự trị Oroqen    | Dữ liệu khí hậu của Kỳ tự trị Oroqen | Dữ liệu khí hậu của Kỳ tự trị Oroqen | Dữ liệu khí hậu của Kỳ tự trị Oroqen | Dữ liệu khí hậu của Kỳ tự trị Oroqen | Dữ liệu khí hậu của Kỳ tự trị Oroqen | Dữ liệu khí hậu của Kỳ tự trị Oroqen | Dữ liệu khí hậu của Kỳ tự trị Oroqen | Dữ liệu khí hậu của Kỳ tự trị Oroqen | Dữ liệu khí hậu của Kỳ tự trị Oroqen | Dữ liệu khí hậu của Kỳ tự trị Oroqen | Dữ liệu khí hậu của Kỳ tự trị Oroqen | Dữ liệu khí hậu của Kỳ tự trị Oroqen | Dữ liệu khí hậu của Kỳ tự trị Oroqen |
| Tháng                                   | 1                                    | 2                                    | 3                                    | 4                                    | 5                                    | 6                                    | 7                                    | 8                                    | 9                                    | 10                                   | 11                                   | 12                                   | Năm                                  |
| --------------------------------------- | ------------------------------------ | ------------------------------------ | ------------------------------------ | ------------------------------------ | ------------------------------------ | ------------------------------------ | ------------------------------------ | ------------------------------------ | ------------------------------------ | ------------------------------------ | ------------------------------------ | ------------------------------------ | ------------------------------------ |
| Cao kỉ lục °C (°F)                      | −0.7 (30.7)                          | 6.4 (43.5)                           | 18.4 (65.1)                          | 29.0 (84.2)                          | 34.8 (94.6)                          | 40.5 (104.9)                         | 37.2 (99.0)                          | 36.0 (96.8)                          | 31.9 (89.4)                          | 26.5 (79.7)                          | 13.6 (56.5)                          | 0.4 (32.7)                           | 40.5 (104.9)                         |
| Trung bình ngày tối đa °C (°F)          | −14.2 (6.4)                          | −8.1 (17.4)                          | −0.1 (31.8)                          | 10.3 (50.5)                          | 18.9 (66.0)                          | 24.4 (75.9)                          | 25.7 (78.3)                          | 23.9 (75.0)                          | 17.9 (64.2)                          | 8.2 (46.8)                           | −5.2 (22.6)                          | −14.0 (6.8)                          | 7.3 (45.1)                           |
| Trung bình ngày °C (°F)                 | −22.0 (−7.6)                         | −17.4 (0.7)                          | −8.4 (16.9)                          | 2.8 (37.0)                           | 10.9 (51.6)                          | 16.8 (62.2)                          | 19.3 (66.7)                          | 16.9 (62.4)                          | 9.7 (49.5)                           | 0.5 (32.9)                           | −12.6 (9.3)                          | −21.0 (−5.8)                         | −0.4 (31.3)                          |
| Tối thiểu trung bình ngày °C (°F)       | −27.9 (−18.2)                        | −24.7 (−12.5)                        | −16.2 (2.8)                          | −4.4 (24.1)                          | 2.4 (36.3)                           | 9.2 (48.6)                           | 13.5 (56.3)                          | 11.3 (52.3)                          | 3.3 (37.9)                           | −5.6 (21.9)                          | −18.4 (−1.1)                         | −26.3 (−15.3)                        | −7.0 (19.4)                          |
| Thấp kỉ lục °C (°F)                     | −40.3 (−40.5)                        | −39.6 (−39.3)                        | −31.8 (−25.2)                        | −21.7 (−7.1)                         | −8.4 (16.9)                          | −4.2 (24.4)                          | 1.7 (35.1)                           | −1.3 (29.7)                          | −7.9 (17.8)                          | −23.6 (−10.5)                        | −34.3 (−29.7)                        | −40.2 (−40.4)                        | −40.3 (−40.5)                        |
| Lượng Giáng thủy trung bình mm (inches) | 3.7 (0.15)                           | 2.6 (0.10)                           | 6.7 (0.26)                           | 20.3 (0.80)                          | 34.7 (1.37)                          | 98.2 (3.87)                          | 175.9 (6.93)                         | 128.1 (5.04)                         | 52.3 (2.06)                          | 19.6 (0.77)                          | 9.1 (0.36)                           | 6.9 (0.27)                           | 558.1 (21.98)                        |
| Độ ẩm tương đối trung bình (%)          | 69                                   | 64                                   | 56                                   | 52                                   | 51                                   | 70                                   | 80                                   | 80                                   | 73                                   | 62                                   | 67                                   | 72                                   | 66                                   |
| Nguồn:                                  |                                      |                                      |                                      |                                      |                                      |                                      |                                      |                                      |                                      |                                      |                                      |                                      |                                      |